# Klosterkirche (Neckarsulm)

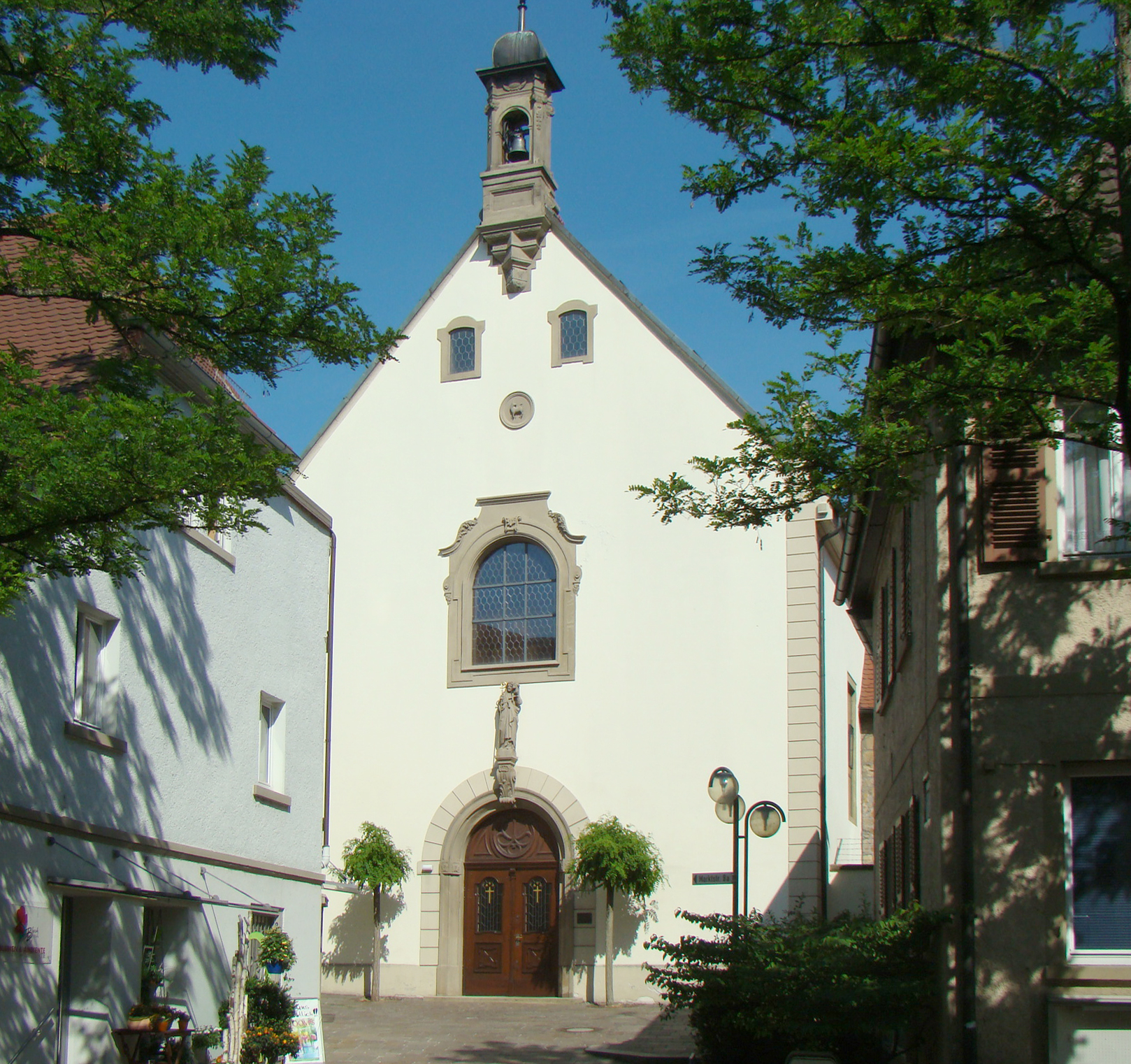
Klosterkirche in Neckarsulm

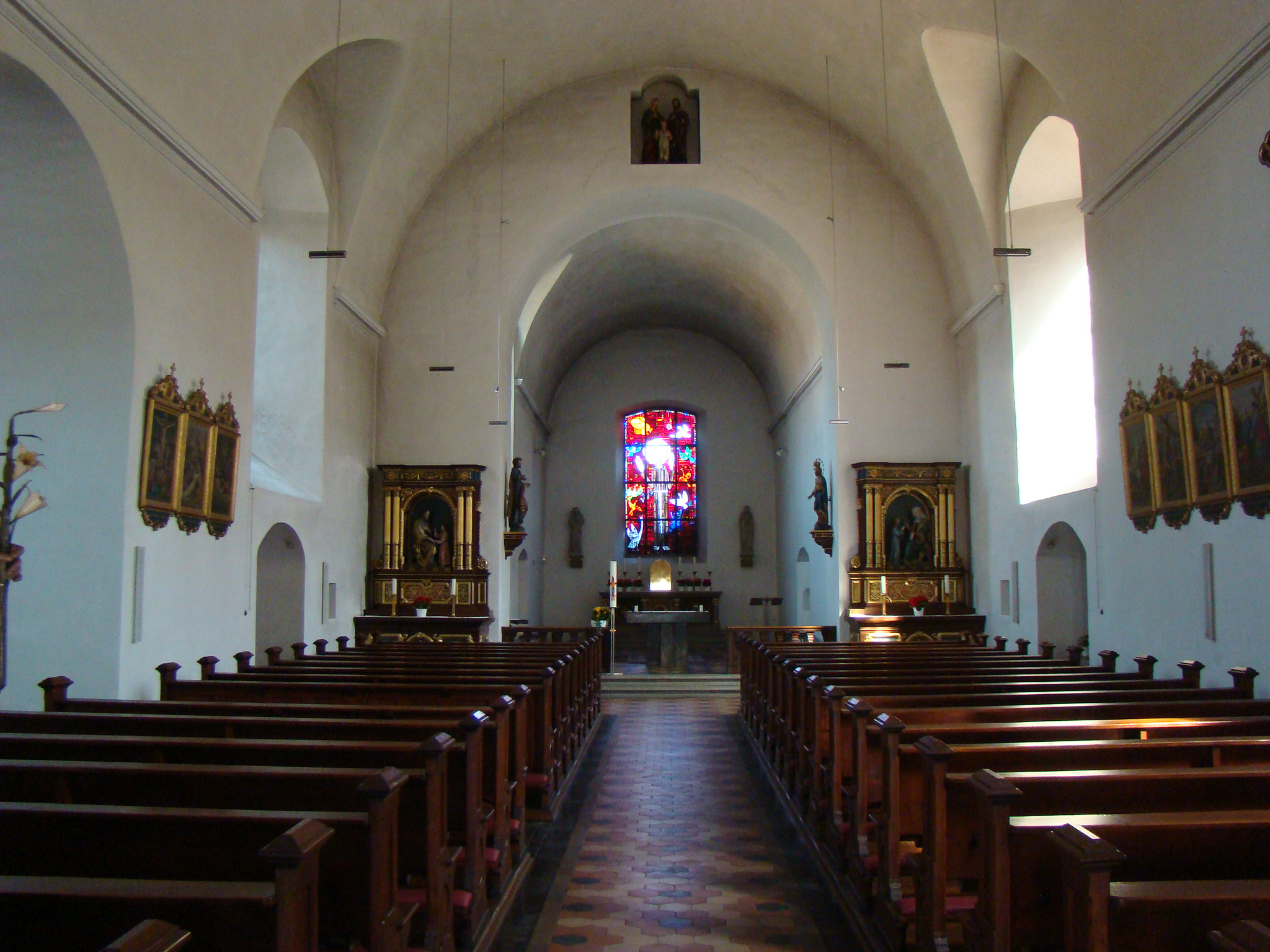
Blick zum Chor

Die Klosterkirche in Neckarsulm war die Kirche des ehemaligen Neckarsulmer Kapuzinerklosters und wurde 1664 fertiggestellt. Von 1811 bis 1892 war sie säkularisiert und diente ab 1829 als städtisches Magazingebäude; 1894 wurde sie neu geweiht. Heute ist sie eine Filialkirche von St. Dionysius. Der bedeutendste Kunstschatz der Kirche ist die Madonna vom Scheuerberg.

## Geschichte
Das Kapuzinerkloster vor der südlichen Neckarsulmer Stadtmauer in der Nähe der Marktstraße wurde von 1660 bis 1666 erbaut. Nach der Säkularisation wurden die Klostergebäude ab 1811 als Amtsgefängnis und seit 1980 als Polizeistation genutzt.
Die Klosterkirche wurde 1664 unter der Bauleitung des Kapuzinerpaters Nikolaus von München fertiggestellt. Nach der Säkularisation diente sie von 1829 bis 1892 als städtisches Rüst- und Trödelhaus. Aufgrund von Bestrebungen des Neckarsulmer Stadtpfarrers Franz Josef Maucher (1826–1910), die Kirche wieder als solche zu verwenden, begann 1892 unter Leitung des Stuttgarter Architekten Ulrich Pohlhammer die Wiederherstellung. Die Westfassade erhielt einen neuen Dachreiter. Eine Glocke goss 1894 die Glockengießerei Bachert in Kochendorf. Da die ursprüngliche barocke Ausstattung nach Kochertürn gekommen war (dort mittlerweile zerstört), musste sie nahezu komplett ersetzt werden. Am 4. Oktober 1894, dem Fest des Hl. Franz von Assisi, wurde die Kirche neu geweiht. Sowohl Franz als auch der Hl. Antonius von Padua werden als Kirchenpatrone genannt. 1903 erhielt die Kirche eine neue Orgelempore.

## Ausstattung

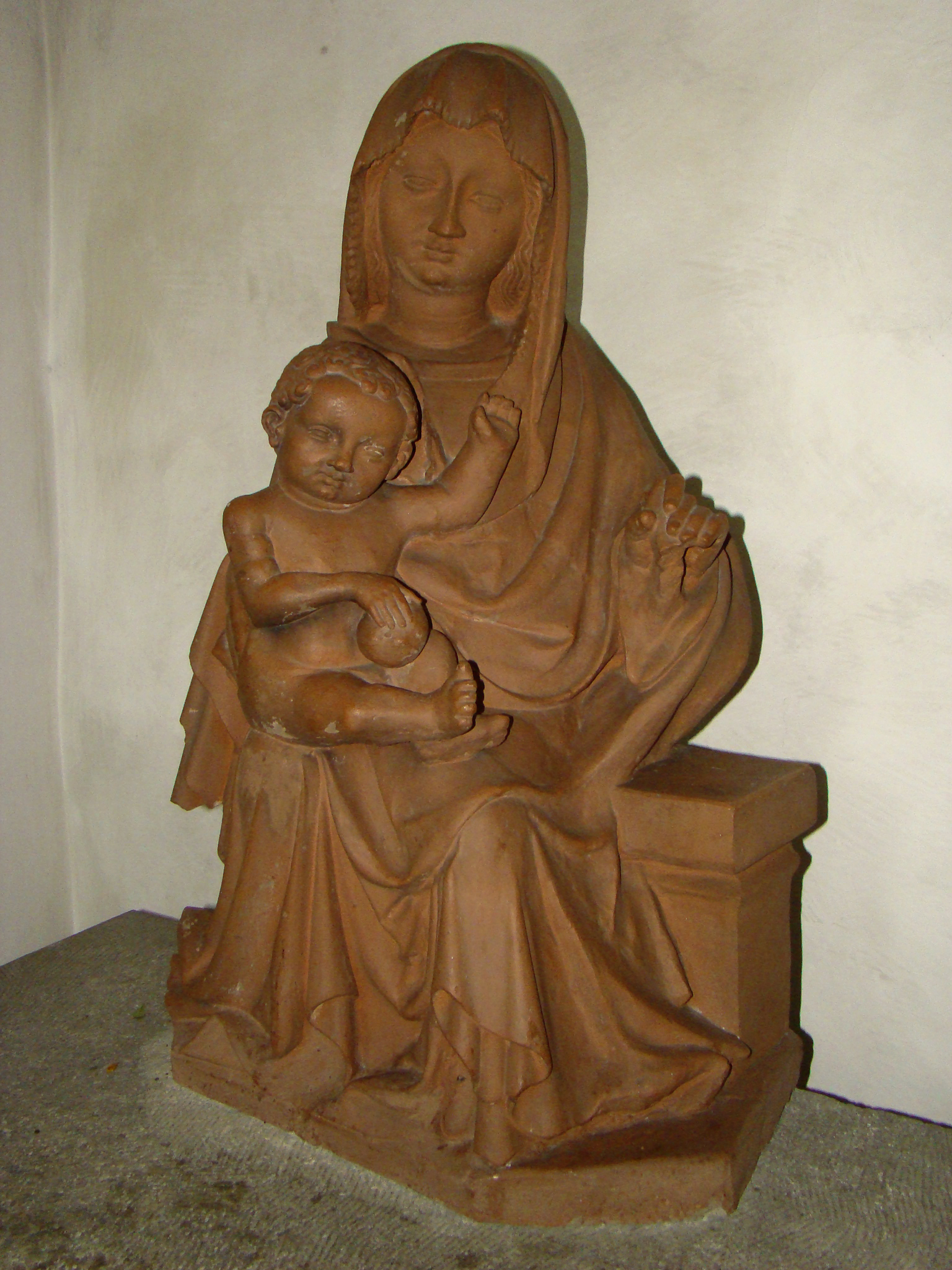
Madonna vom Scheuerberg

Als kunsthistorisch bedeutsam ist eine gotische Madonnenfigur anzusehen, die Ende der 1920er Jahre von einer Grotte auf dem Neckarsulmer Hausberg Scheuerberg in die Stadtpfarrkirche St. Dionysius gebracht und dort im Zweiten Weltkrieg schwer beschädigt wurde. Nachdem die ausgeglühten Teile der Figur wieder zusammengefügt worden waren, wurde sie in der Klosterkirche aufgestellt. Erwähnenswert sind weiterhin die Werke des Neckarsulmer Bildhauers Johann Matthäus Zartmann (1830–1896), so die Mensa des Hochaltars und die Marmorfiguren des Hl. Antonius von Padua (links vom Altar) und der Hl. Klara (rechts neben dem Altar). Ebenso wurde die Figur des guten Hirten über dem Eingang (an der Westfassade) von ihm geschaffen. In einer Seitenkapelle befindet sich ein Marienaltar. Diesen hat 1896 der Oedheimer Altarbauer Alois Binnig (1843–1902) geliefert. Die Plastik der Maria als Himmelskönigin stammt aus dem Atelier Theodor Schnell und Sohn aus Ravensburg. Die Seitenaltäre von 1900 sind dem Hl. Josef (links) und der Hl. Anna (rechts) gewidmet. Über dem Hochaltar befindet sich ein Buntglasfenster, das die Vogelpredigt des Hl. Franziskus darstellt. Dieses wurde 1961 durch die Karlsruher Glaswerkstätten nach einem Entwurf von Franz Dewald aus Grötzingen gefertigt.